# 國福路

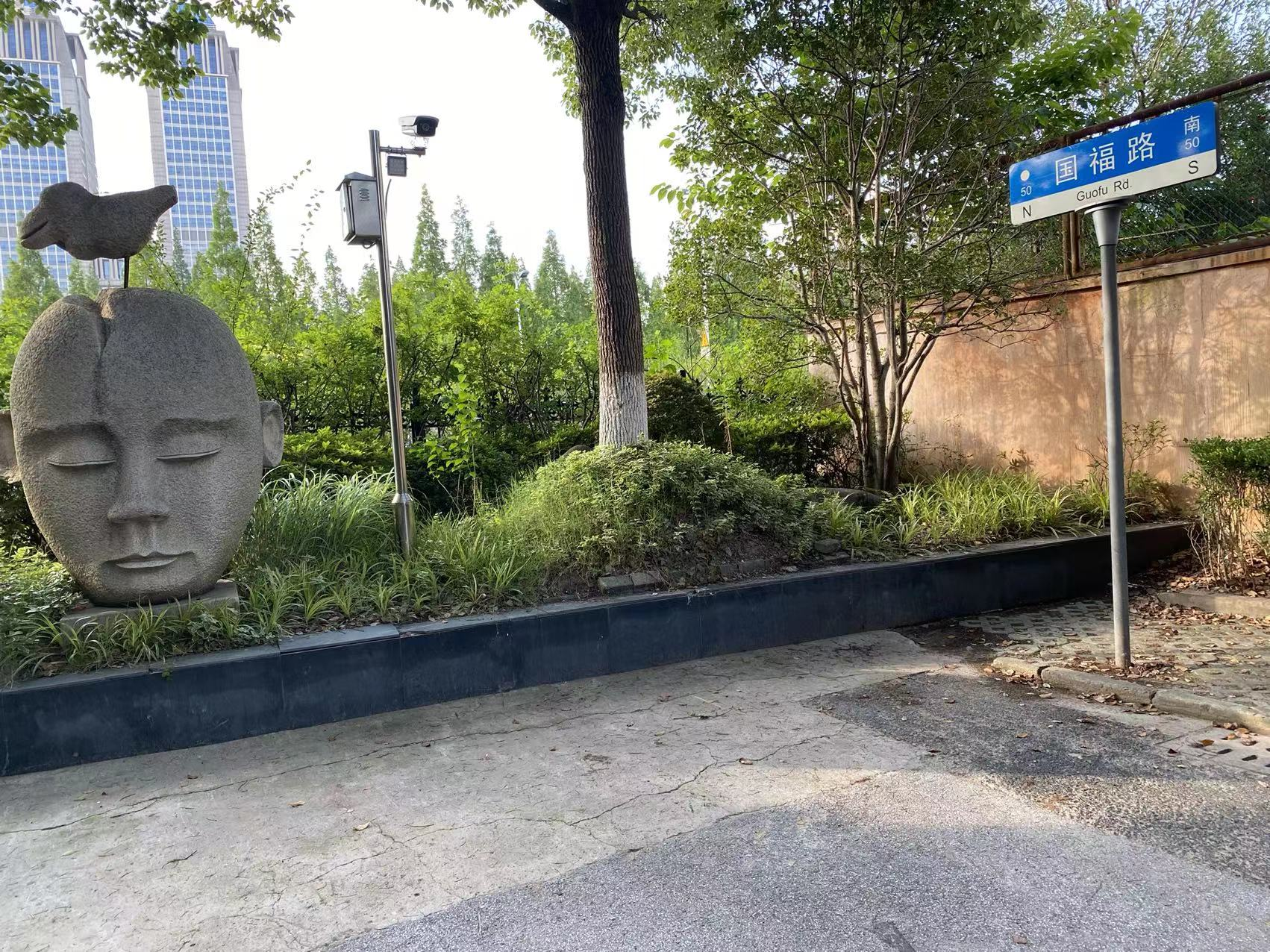
國福路北端

国福路是中華人民共和國上海市杨浦区一條南北走向道路，南起政修路，北端靠近邯郸路。道路全长380米，宽10米。道路的邯郸路以南段於中華民国29年（1940年）修筑，當時名為协仪路西二街，邯郸路以北段名為同化路西四街。中華民国35年（1946年）全部改名為国福路。1950年代，复旦大學校区东扩，国福路北段成為校区的一部分，只有南段依舊為國福路。道路沿路有复旦大学教工宿舍。國福路51號則為陳望道舊居。1956年，杨西光擔任復旦大學黨委書記時建造了國福路61号和國福路65号，分別由苏步青、陈建功居住。文革后期，國福路65号由生物学家谈家桢居住。2021年，國福路61号苏步青旧居和國福路65号谈家桢（陈建功）旧居与陳望道舊居一起被定名为“爱国主义教育建筑群”，对公众开放。